# Augusta megye
Augusta megye az Amerikai Egyesült Államokban, azon belül Virginia államban található. Megyeszékhelye Staunton, legnagyobb városa Stuarts Draft. Lakosainak száma 77 487 fő (2020. április 1.). Augusta megye Staunton, Waynesboro, Pendleton, Rockingham, Albemarle, Nelson, Rockbridge, Bath és Highland megyékkel határos.

## Népesség
A megye népességének változása:
| Lakosok száma | 73 482 | 73 757 | 73 635 | 73 912 | 74 314 | 77 487 |
|               | 2010   | 2011   | 2012   | 2013   | 2015   | 2020   |